# Ich bin die Andere (Film)
Ich bin die Andere ist ein deutsches Filmdrama von Margarethe von Trotta aus dem Jahr 2006. Die Literaturverfilmung basiert auf dem gleichnamigen Roman von Peter Märthesheimer und wurde auf dem Toronto International Film Festival uraufgeführt.

## Handlung
Der junge, sehr erfolgreiche, glücklich verlobte Ingenieur Robert Fabry trifft in einem Hotel in Frankfurt am Main zufällig eine laszive Prostituierte, die er Alice nennt und vor dem Rauswurf aus dem Hotel bewahrt. Er verbringt eine Nacht mit ihr; am nächsten Morgen ist die Frau verschwunden, hat aber ihr rotes Kleid und das von ihm gezahlte Geld zurückgelassen. Am selben Tag trifft er bei einem Termin in der Kanzlei seines Anwalts Dr. Maiser die nüchtern wirkende Anwältin Dr. Carolin Winter, in der er die Prostituierte Alice erkennt, obwohl sie ein seriöses Kostüm und keine blonde Perücke trägt. Die Anwältin soll Robert in einer Vertragsangelegenheit beraten und lässt sich zum Abendessen einladen. Auf die Ereignisse der Nacht angesprochen, leugnet Carolin, mit Robert zusammen gewesen zu sein. Robert versucht darauf, Carolin zu vergewaltigen, die sich gegen den gewalttätigen Annäherungsversuch wehrt und flieht. Der noch in derselben Nacht von Robert konsultierte Dr. Maiser weigert sich, ihm Carolins Adresse zu verraten. Diese hat ihn zuvor von dem Übergriff informiert und sich krankgemeldet. Robert kehrt an den Starnberger See heim, wo er mit seiner Kollegin Britta zusammenlebt und ein eigenes Ingenieurbüro betreibt. Er berichtet seiner Lebensgefährtin von den Erlebnissen in Frankfurt und der Frau mit den zwei Persönlichkeiten. Von Britta wird er darauf aufgefordert, sich zwischen ihr und der Juristin zu entscheiden. Britta findet für ihn jedoch auch Carolins Privatadresse heraus.
Robert reist umgehend ab und trifft Carolin, die ihn auf dem Weingut ihres Vaters im Rheingau begrüßt, als hätte sie ihn erwartet. Carolin spricht statt des Übergriffs Roberts angebliches Verhalten im Frankfurter Hotel an, in dem er sie auf der Tanzfläche allein zurückgelassen habe. Robert lässt sich darauf ein und entschuldigt sich für sein angebliches Fehlverhalten. Carolin stellt Robert ihren im Rollstuhl sitzenden Vater Karl Winter vor, der hier lebt und seine Tochter sowie seine alkoholabhängige Frau tyrannisiert. Beim Abendessen drängt Carolins Vater Robert ein provokantes Gespräch auf, in dem er sich dazu bekennt, Menschen zu manipulieren und ihren Willen zu brechen. Beim Abschied des Vaters zur Nachtruhe kommt es zu einer devoten Szene, bei der sich Carolin ihrem Vater zu Füßen wirft und sich an ihn schmiegt.
Robert verlässt irritiert das Weingut und nimmt ein Zimmer in einem nahegelegenen Billighotel. Hier taucht am Abend Carolin auf, die erneut als rotgekleidete Prostituierte erscheint und sich Carlotta nennt. Robert nimmt sie für die Nacht in sein Zimmer und will erneut für den Sex bezahlen. Carolin wacht in der Nacht auf, erschrickt vor ihrem Spiegelbild und flieht ohne ihre Perücke. Beim Frühstück erfährt Robert, dass die Frau zweimal jährlich in das Hotel kommt und sich einen Mann für die Nacht aussucht, ohne dafür Geld zu fordern. Robert kehrt auf das Weingut zurück, wo er weitere Informationen über die Verhältnisse zwischen den dort lebenden Personen erhält. Fräulein Schäfer, die Hausangestellte, berichtet ihm, wie sie als junges Mädchen von zuhause ausriss und sich gegen sexuelle Gefälligkeiten nach Casablanca hatte bringen lassen. Karl Winter begegnete ihr hier und begann eine Beziehung mit der jungen Frau, die er nach Deutschland mitnahm und als Kindermädchen in seinem Haushalt anstellte, um das Verhältnis fortführen zu können, während seine Frau ein Verhältnis mit dem Verwalter hatte. Karl Winter erzählt Robert, er sei durch einen Unfall gelähmt, seither würden ihn weder seine Frau noch seine Geliebte berühren. Seine Tochter sei hingegen die Einzige, von der er körperliche Nähe erfahre. Auf Roberts Absichtserklärung, Carolin heiraten zu wollen, erklärt deren Vater, sie liebe schon einen Mann, nämlich ihn. Er könne zwar ihren Körper, nicht aber ihre Seele haben und werde ihm kein Glück bringen. Von Robert als Monstrum bezeichnet, fragt Karl Winter, ob Robert denn nicht wissen wolle, warum er im Rollstuhl sitze.
Carolin entzieht sich, indem sie nach Casablanca reist. Robert folgt ihr dorthin und kann sie mit Unterstützung eines marokkanischen Polizisten aufspüren. Mit blonder Perücke und rotem Umhang bekleidet zeigt sich Carolin erfreut über die Begegnung und verbringt die Nacht mit Robert. Ein von ihr organisierter Ausflug mit einem Geländewagen in die Wüste endet mit der Explosion des Fahrzeugs. Carolin, jetzt blau gekleidet, war zuvor ausgestiegen und hatte Robert ebenfalls aufgefordert, das Auto zu verlassen. Im Krankenhaus erhält Robert die Information, Carolin sei schwerer verletzt als er, sie müsse sich zu seinem Schutz auf ihn geworfen haben. Bei der Untersuchung des Vorfalls wird Carolin verdächtigt, den Sprengsatz im Auto angebracht zu haben, worauf Robert sie mit der Behauptung entlastet, er habe die Idee zu dem Ausflug gehabt und das Fahrzeug gemietet. In Carolins Hotelzimmer findet die Polizei einen Brief an Karl Winter, in dem ihm Carolin unter dem Namen Carlotta schreibt, die Beziehung mit ihm beenden zu wollen, da sie einen anderen Mann liebe. Es zeigt sich, dass Carolin von ihrem Vater zum Mord an Robert aufgefordert worden war.
Carolins Kindheitstrauma wird nach der Rückkehr in den Rheingau aufgeklärt. Fräulein Schäfer erzählt Robert, Carolin sei im Alter von acht Jahren leidenschaftlich in ihren Vater verliebt gewesen und habe sich für ihn wie eine Erwachsene gekleidet und geschminkt. Als sie das Kindermädchen mit ihrem Vater im Weinkeller beim Sex ertappt habe, habe sie die Fässer ins Rollen gebracht, wodurch Karl Winter die schweren Verletzungen erlitten habe. Währenddessen gehen die Hochzeitsvorbereitungen weiter, und es kommt zu einem Empfang auf dem Weingut. Nach dem Eintreffen der Gäste erscheinen zuletzt Carolin in rotem Kleid und Perücke und ihr Vater, die mit dem Aufzug heraufkommen. Kurz vor dem Ziel löst Karl Winter die Bremse des Aufzugs und stürzt mit seiner Tochter in den Tod.

## Kritik
„Romanverfilmung, die das traditionsreiche Doppelgängermotiv aufgreift. Dabei ist der Film an Realismus ebenso wenig interessiert wie an psychologischer Akkuratesse; stilbewusst und mit Mut zur Überzeichnung geht die Inszenierung zu Werke, was visuell betörende Einstellungen generiert. Dabei kann sich der Film freilich nicht vom schwerfälligen Duktus der Vorlage lösen.“

„Dass von Trotta schöne Bilder produzieren kann, hat sie schon oft genug bewiesen, allerdings bleiben die Protagonisten dieser Familiengeschichte merkwürdig verschwommen und blass, eine Innenansicht bietet die Regisseurin hier nicht, zu schematisch kommen die Szenen daher. Außerdem packt von Trotta einfach zu viele Aspekte in diese Geschichte, weniger wäre hier sicher mehr gewesen. So wirkt denn manche Einstellung reichlich überzogen und grenzt zum Teil an unfreiwillige Komik. Da nützt auch die darstellerische Präsenz von Katja Riemann […] nicht viel. Überzeugend agiert jedoch August Diehl in der Rolle des Robert Fabry – ebenso wie Dieter Laser, der den stummen Diener gibt.“

„Margarethe von Trotta hat sich einst mit Werken wie „Die bleierne Zeit“ um den deutschen Film verdient gemacht. „Ich bin die Andere“, nach einem Roman des Fassbinder-Autors Peter Märthesheimer („Lola“), wirkt wie ein Relikt der 70er – verquält-bedeutsam, als wollte sie den provokativen Tragödien eines Oskar Roehler nacheifern.“

## Auszeichnung
- Filmprädikat besonders wertvoll (Filmbewertungsstelle Wiesbaden)[6]